# Georgi Arkadjewitsch Arbatow
Georgi Arkadjewitsch Arbatow (russisch Георгий Аркадьевич Арбатов; * 19. Mai 1923 in Cherson, Ukrainische SSR; † 1. Oktober 2010 in Moskau) war ein sowjetisch-russischer Politologe und Mitglied der Russischen Akademie der Wissenschaften.

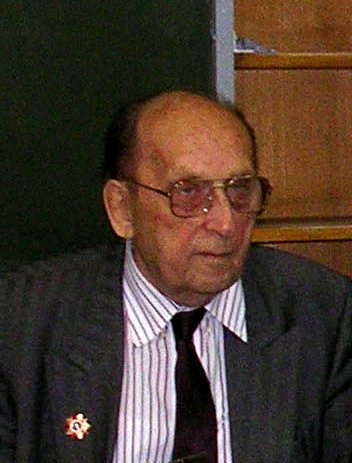
Georgi Arkadjewitsch Arbatow (2005)

## Leben
Arbatow nahm als Panzerkommandant an der Schlacht von Kursk teil. Nach dem Krieg studierte er am Staatlichen Moskauer Institut für Internationale Beziehungen (MGIMO) und schloss dieses Studium 1949 mit einem Diplom im Fach Internationales Recht ab. Danach war er dort Leitender Forschungsredakteur für ausländische Zeitschriften. Zwischen 1953 und 1957 war er Abteilungsleiter bei der Fachzeitschrift Вопросы философии (Philosophische Fragen).
1954 absolvierte er am MGIMO ein weiteres postgraduales Studium, das er 1958 mit einer Dissertation zum Thema Die ideologische Rolle des Staates mit der Promotion zum Doktor der Geschichtswissenschaft abschloss. Daneben war er von 1957 bis 1959 Abteilungsleiter bei der Zeitschrift Новое время (Neue Zeit), von 1959 bis 1960 Berater der Zeitschrift Коммунист (Kommunist) und schließlich von 1960 bis 1963 Lektor bei der Zeitschrift Проблемы мира и социализма (Probleme des Friedens und des Sozialismus). Im Anschluss war er zwischen 1963 und 1964 Abteilungsleiter am Institut für Weltwirtschaft und internationale Beziehungen.
1964 begann er mit seiner Habilitation mit einer Arbeit zum Thema Der ideologische Kampf in den zeitgenössischen internationalen Beziehungen. Zwischen 1964 und 1967 war er Berater des ZK der KPdSU.
Danach gründete er 1967 das Institut für US-amerikanische und Kanadische Studien (Институт США и Канады РАН) an der Akademie der Wissenschaften und war bis 1995 Direktor des Instituts. Während dieser Zeit baute er das Institut zu einem Zentrum zur Untersuchung militärischer, politischer, wirtschaftlicher und sozialer Probleme der USA und Kanadas aus. Zugleich war er zwischen 1967 und 1976 Leiter einer Arbeitsgruppe im ZK der KPdSU.
Außerdem war er von 1974 bis 1989 Deputierter des Obersten Sowjets der UdSSR und danach als Vertreter der Akademie der Wissenschaften bis 1991 Stellvertretender Deputierter. Nachdem er zwischen 1976 und 1990 Kandidat des ZK der KPdSU war, war er schließlich noch von 1990 bis 1991 Mitglied des Zentralkomitees.
Zugleich war er von 1985 bis 1997 Vorsitzender des Verbandes der Vereinten Nationen der UdSSR und danach Russlands.
Nach dem Zerfall der Sowjetunion war er Berater der Duma und von 1991 bis 1996 auch Berater des Außenministeriums der Russischen Föderation.
Nach seinem Eintritt in den Ruhestand 1995 wurde er Berater der Russischen Akademie der Wissenschaften sowie Ehrenmitglied des Verbandes für Internationale Studien. Darüber hinaus hielt er auch einige Vorträge im Rahmen seiner Tätigkeit als Vorsitzender des Wissenschaftlichen Rates für Amerikastudien in Kooperation mit Wissenschaftlern aus den USA und Deutschland. Außerdem war er auch Initiator und Organisator des jährlichen US-amerikanisch-Russischen Treffens über die Entwicklung der bilateralen Beziehungen, internationalen Sicherheit und der Möglichkeiten zur Lösung internationaler Konflikte. Er war außerdem ein aktiver Teilnehmer der Pugwash Conferences on Science and World Affairs und der daraus entstandenen Friedensbewegung.
Sein Sohn ist der Politiker Alexei Georgjewitsch Arbatow, der zeitweise Abgeordneter der Duma für die Partei Jabloko war.

## Ehrungen und Auszeichnungen
Arbatow wurde mehrfach ausgezeichnet und erhielt unter anderem den Leninorden, den Orden der Oktoberrevolution, den Orden des Vaterländischen Krieges I. Klasse, den Orden des Roten Sterns, den Orden des Roten Banners der Arbeit, das Ehrenzeichen der Sowjetunion sowie den Verdienstorden für das Vaterland (2005).

## Schriften
Arbatow ist Autor von insgesamt mehr als 100 Büchern und Fachaufsätzen, die in zahlreiche Sprachen übersetzt wurden. Zu seinen wichtigsten Veröffentlichungen zählen:
- Идеологическая борьба в современных международных отношениях. Доктрина, методы и организация внешнеполитической пропаганды империализма, Moskau 1970; deutsche Übersetzung: Ideologischer Klassenkampf und Imperialismus, Ostberlin 1972.
- Глобальная стратегия США в условиях научно-технической революции (Globale Strategien der USA im Hinblick auf eine wissenschaftliche und technologische Revolution), Moskau 1979.
- (mit Willem L. Oltmans): Der sowjetische Standpunkt. Über die Westpolitik der UDSSR, München 1981, ISBN 3-8077-0165-6.
- Свидетельство современника (Zeugnis eines Zeitgenossen), Moskau 1991; 2. Aufl. u. d. Titel: Затянувшееся выздоровление (1953-1985 гг.), Moskau 1991, ISBN 5-7133-0385-3, deutsche Übersetzung: Das System. Ein Leben im Zentrum der Sowjetpolitik, Frankfurt am Main 1993, ISBN 3-10-000903-7.
- Общественная наука и политика (Sozialkunde und Politik), Moskau 1998
- Повестка дня российско-американских отношений (Die Tagesordnung der russisch-amerikanischen Beziehungen), Moskau 1999.
- Человек Системы (Humane Systeme), Moskau 2002, ISBN 5-264-00851-5.
- Детство. Отрочество. Война: Автобиография на фоне исторических событий (Kindesalter. Adoleszenz. Krieg: Autobiografie vor dem Hintergrund historischer Ereignisse), Moskau 2007.